# Cap Marie Dijmphna
Le cap Marie Dijmphna est situé dans le nord-est du Groenland et fait partie du parc national du Nord-Est du Groenland.

## Géographie
Le cap Marie Dijmphna sépare la côte de l'île Lynn de la côte sud-ouest de la Terre de Holm où bifurque le détroit d'Hekla au nord-ouest du détroit du Dijmphna,.

## Histoire
Il a été nommé en l'honneur de la mère de l'explorateur Eigil Knuth, Marie Dijmphna Gamel, dont le père, Augustinus Gamel, avait financé le voyage de Fridtjof Nansen au Groenland en 1888.
Pour une autre source, le cap tient son nom de Maria Dijmphna Verves, mère de l'homme d'affaires Antoine Cyrille Frederik Gamél qui achète en 1882 le Linköping qu'il rebaptise Dijmphna pour en faire un navire d'expédition polaire.